# 小川沙希
小川 沙希（おがわ さき、1989年5月23日 - ）は、日本の女子水球選手。水球女子日本代表。千葉県出身。日本体育大学大学院修了。THINKフィットネス勤務。日体クラブ所属。

## 略歴
2014年9月、日本代表として韓国仁川で開かれたアジア大会に出場し銀メダル獲得。

## 参考資料
1. 1 2  “仁川アジア競技大会2014 ＞ 日本代表選手団 ＞ 小川 沙希”.   2014 JAPANESE OLYMPIC COMMITTEE. 2018年8月12日閲覧。
2. 1 2  “Profile - OGAWA Saki” (英語).   2014年仁川亞運會官方網站. 2014年10月2日時点のオリジナルよりアーカイブ。2019年8月12日閲覧。